# Lista över offentlig konst i Sigtuna kommun
Det här är en lista över offentlig konst i Sigtuna kommun. Listan är en ofullständig förteckning över främst utomhusplacerad offentlig konst i Sigtuna kommun.

## Utplacerade konstverk
| Titel                                 | Konstnär(er)        | Årtal | Beskrivning | Typ - material                | Stadsdel/ort | Plats Koordinater                                                          | Bild                                                             |
| ------------------------------------- | ------------------- | ----- | ----------- | ----------------------------- | ------------ | -------------------------------------------------------------------------- | ---------------------------------------------------------------- |
| Rymdskepp                             | Karin Gustavsson    | 2005  |             | textil                        | Märsta       | Sätunaskolans matsal (inomhus) 59.63119, 17.85624                          | Det är troligen inte ok att ladda upp en bild av detta konstverk |
| Flight                                | Sten Kauppi         | 1993  |             | textil                        | Märsta       | Sigtuna kommunhus (inomhus) koordinater saknas                             | Det är troligen inte ok att ladda upp en bild av detta konstverk |
| Kommunikation                         | Gösta Sillén        | 1986  |             | väggskulptur - trä            | Märsta       | Sigtuna kommunhus (inomhus) koordinater saknas                             | Det är troligen inte ok att ladda upp en bild av detta konstverk |
| Småstad                               | Erland Cullberg     | 1973  |             | målning - olja                | Märsta       | Sigtuna kommunhus (inomhus) koordinater saknas                             | Det är troligen inte ok att ladda upp en bild av detta konstverk |
| I rörelse                             | Lill Sjöström       | 2006  |             | textil                        | Märsta       | Sigtuna kommunhus (inomhus) koordinater saknas                             | Det är troligen inte ok att ladda upp en bild av detta konstverk |
| Blå form                              | Larz Eldbåge        | 2011  |             | skulptur - stål               | Märsta       | På ön i Vattendammarna 59.61917, 17.85824                                  | Blå form                                                         |
| Näsbjörn, Liten gris och Gorillaunge  | Hanna Beling        | 2012  |             | skulpturgrupp - brons         | Märsta       | Åstråket vid vattendammarna 59.61986, 17.85866                             |                                                                  |
| ICE                                   | Robin Arlasjö       | 2012  |             | Muralmålning                  | Märsta       | Fasaden på Pinnbackshallens B-hall 59.61709, 17.85763                      | ICE                                                              |
| Rondo                                 | Hans Kündig         | 2005  |             | skulptur - metall             | Märsta       | Midgårdsvallen 59.61994, 17.83572                                          |                                                                  |
| Urskulptur                            | Jörgen Martinsson   | 1980  |             | solur - stålplåt              | Märsta       | Kunskapens Hus (Arlandagymnasiet) koordinater saknas                       |                                                                  |
| Lek Även känd som: Faun och nymf      | Anton W Lundberg    | 1983  |             | skulptur - brons              | Märsta       | Kunskapens Hus (Arlandagymnasiet), bottenplan (inomhus) koordinater saknas | Det är troligen inte ok att ladda upp en bild av detta konstverk |
| Human waves                           | Jill Höjeberg       | 2006  |             | skulptur - Bardigliomarmor    | Märsta       | Valsta sim- och sporthall koordinater saknas                               |                                                                  |
| Medvind                               | Linnea Jörpeland    | 2006  |             | skulptur - brons              | Märsta       | Vattentornsparken Valsta koordinater saknas                                |                                                                  |
| Gnisseltand                           | Ralf Borselius      | 2010  |             | skulptur - lindträ            | Märsta       | Ymer förskola (inomhus) koordinater saknas                                 | Det är troligen inte ok att ladda upp en bild av detta konstverk |
| Solen, Månen, Planeten och Stjärnorna | Irina My Lindqvist  | 2012  |             | skulptur - glas               | Märsta       | Saturnus förskola (inomhus) koordinater saknas                             | Det är troligen inte ok att ladda upp en bild av detta konstverk |
| Öppen hand                            | Kerstin Ahlgren     |       |             | skulptur - terazzo            | Rosersberg   | Bengt Jonssons torg 59.58241, 17.8865                                      |                                                                  |
| Lekskulpturer                         | Kerstin Persson     | 2010  |             | skulpturgrupp - stengodslera  | Rosersberg   | Nyborgens förskola 59.58404, 17.88545                                      |                                                                  |
| På spaning                            | Marianne Grandien   | 2006  |             | skulptur - brons              | Rosersberg   | Råbergsskolan 59.5797, 17.89056                                            |                                                                  |
| Connection                            | Johannes Hillebrand | 2002  |             | skulpturgrupp - trä           | Sigtuna      | Aludden 59.61277, 17.70996                                                 | Connection                                                       |
| Kolonn                                | Lars Erik Falk      | 2008  |             | skulptur - trä                | Sigtuna      | Sigtuna bibliotek 59.6161, 17.71544                                        |                                                                  |
| Paret                                 | Margot Bo Larsson   | 1970  |             | skulptur - granit             | Sigtuna      | Trekanten 59.61546, 17.71876                                               |                                                                  |
| Den första segelbåten                 | David Wretling      | 1990  |             | skulptur - brons              | Sigtuna      | Strandpromenaden 59.6154, 17.72254                                         | Den första segelbåten                                            |
| Mälarutsikt                           | Emilio Moliner      |       |             | målning                       | Sigtuna      | Sigtuna läkarhus (inomhus) koordinater saknas                              | Det är troligen inte ok att ladda upp en bild av detta konstverk |
| Voyage through time                   | Faith Semiz         | 2005  |             | skulptur - sten               | Sigtuna      | Humlegården 59.61539, 17.71742                                             |                                                                  |
| Ur Antiken                            | Bo Alström          | 2010  |             | målning                       | Sigtuna      | Prästängshallen (inomhus) 59.61805, 17.69902                               | Det är troligen inte ok att ladda upp en bild av detta konstverk |
| Helix                                 | Johan Wiking        | 1999  |             | Skulptur                      | Sigtuna      | Hällsboskolan koordinater saknas                                           |                                                                  |
| Var är du Jaques Bernis?              | Silja Rantanen      | 2001  |             | Blandteknik - cementmosaik    | Märsta       | Utsidan av Flygledartornet, Arlanda koordinater saknas                     |                                                                  |
| Fjärilsvingar                         | Jan Stenberg        | 2001  |             | Skulptur - lergodsklinker     | Märsta       | Arlanda trafikledartorn (inomhus) koordinater saknas                       | Det är troligen inte ok att ladda upp en bild av detta konstverk |
| Bostäder Även känd som: Habitations   | Larz Eldbåge        | 2007  |             |                               | Sigtuna      | Marmorvägen, Til 59.6241, 17.75293                                         | Bostäder                                                         |
| Månen landar                          | Larz Eldbåge        | 2009  |             | skulptur                      | Märsta       | rondellen vid nya Steningehöjden koordinater saknas                        | Månen landar                                                     |
| Okänd titel                           | Okänd               |       |             |                               | Rosersberg   | Rondell Skansvägen/Norrsundavägen 59.57482, 17.8955                        |                                                                  |
| Inside out                            | Jill Höjeberg       |       |             | skulptur - marmor             |              | Sagaskolan koordinater saknas                                              |                                                                  |
| Sisters                               | Jill Höjeberg       |       |             | skulpturgrupp - Carraramarmor |              | Sigtuna fritidscenter (inomhus) koordinater saknas                         | Det är troligen inte ok att ladda upp en bild av detta konstverk |
| Obstacle 2                            | Jill Höjeberg       |       |             | marmor, järn                  |              | Sigtuna kommunhus (inomhus) koordinater saknas                             | Det är troligen inte ok att ladda upp en bild av detta konstverk |

## Tidigare utplacerade konstverk
Nedan följer en lista på konstverk som tidigare varit utplacerade men nu är i förvar, förstörda eller försvunna.
| Titel          | Konstnär(er)         | Årtal | Beskrivning | Typ - material | Stadsdel/ort | Tidigare plats Koordinater                                 | Bild |
| -------------- | -------------------- | ----- | ----------- | -------------- | ------------ | ---------------------------------------------------------- | ---- |
| Blå urna       | Hedy Jolly Dahlström |       |             |                | Märsta       | På ön i Vattendammarna (fram till 2011) koordinater saknas |      |
| Överhuvudtaget | Linnea Jörpeland     | 2006  |             |                | Märsta       | Vattentornsparken koordinater saknas                       |      |
| Hopfull        | Linnea Jörpeland     | 2006  |             |                | Märsta       | Vattentornsparken koordinater saknas                       |      |

## Fotnoter
1. ↑  Ersatte Blå urna av Hedy Jolly Dahlström.
2. ↑  Var från början en del av en triptyk med Överhuvudtaget och Hoppfull
3. ↑  1970-1980-talet stod verket i parken vid busstorget
4. ↑  Originalskulpturen stals och en ny upplaga sattes upp 2006
5. ↑  Först placerad i kommunens parkavdelning på Timotejvägen
6. ↑  södervittrad
7. 1 2  stulen